# Torre Ferrer Baulena
La Torre Ferrer Baulena és una obra amb elements modernistes i noucentistes de Tona (Osona) inclosa a l'Inventari del Patrimoni Arquitectònic de Catalunya.

## Descripció
Torre o xalet. Habitatge de segona residència, envoltat de jardí i de grans dimensions. Està format per dos cossos, un més elevat, de planta rectangular, cobert a quatre vessants, adossat perpendicularment a un altre cos més baix, també de planta rectangular. Són de planta baixa i dos pisos. Les obertures són de formes molt variades: testera recta amb trencaaigües i llinda de pedra, sèries de finestres d'arc de mig punt, geminades, etc. Una gran balconada envolta la meitat d'un dels cossos, amb diferents obertures i una barana de ferro forjat treballada. L'entrada principal és dovellada, seguint la tradició local. La teulada acaba amb un ràfec sostingut per cartel·les de maó que dibuixen una sanefa. El resultat és la combinació de diferents materials, tècniques i estils, disposats d'una manera ordenada.

## Història
Aquest edifici forma part de les Torres Llussà, conjunt de cases d'estiueig, fruit de l'onada constructiva que afectà Tona al descobrir les aigües medicinals i la conseqüent construcció i promoció dels balnearis, hotels i la millora de les comunicacions amb Barcelona i Manresà, tant per tren, a l'estació Balenyà, com per carretera N-152. Correspondria a una època de prosperitat econòmica, entre 1900 i 1930 en què, a més de l'intent d'explotació petroliera, els balnearis i l'estiueig, Tona és proveí dels serveis públics indispensables (llum, aigua, electricitat, telèfon, sanejament, etc.) A partir de 1930 es consolidaren les estructures que atreien a la burgesia barcelonina fins que la Guerra Civil i la postguerra portaren la crisi.